# Calosso
Calosso (Calòss in piemontese) è un comune italiano di 1 092 abitanti della provincia di Asti nel territorio storico dell'Astesana, in Piemonte.
Sorge su un'alta collina il cui nome deriva dal gentilizio romano Callocius o Callucius, come indicato dall'Olivieri nel 1965.
Si trova poco lontano dai comuni di Canelli e Costigliole d'Asti, fra le valli del Nizza e del Tinella. Con i suoi 399 metri di altitudine sul livello del mare è il paese più alto della diocesi di Asti, e costituisce un eccezionale belvedere su tutta l'Astesana e sulle vicine Langhe.

## Storia
Il primo documento nel quale viene menzionato il paese è un atto del 960 che cita un certo Arimanno de Calocio in qualità di testimone di una permuta di terreni da parte di Brunengo, Vescovo di Asti tra il 934 e il 964.
All'inizio del XII secolo Calosso entrò a far parte del consortile di Acquosana insieme ai signori di Agliano, Vinchio, Canelli, San Marzano e Castelnuovo Calcea. Consorzio nato per tutelare i feudi minori dalle mire espansionistiche delle famiglie astensi (come gli Asinari, i Roero, i Solaro, i Natta ecc.).
Nel 1318 il comune venne coinvolto nelle fasi della guerra civile scoppiata nel circondario di Asti tra i guelfi Solaro e i ghibellini De Castello. I guelfi, oltre al castello di Moasca, distrussero anche il castrum di Calosso che venne immediatamente ricostruito. Verso la fine dell'indipendenza del Libero Comune di Asti e precisamente nel 1377, l'intero feudo di Calosso viene acquistato dal nobile banchiere astigiano Percivalle Roero. Dieci anni più tardi, nel 1387, troviamo Calosso tra i possedimenti della dote di Valentina Visconti, andata in sposa a Luigi d'Orléans. In seguito al matrimonio la contea di Asti diventa interamente possedimento francese. Seguiranno centocinquant'anni di dominazione francese.
Nel 1531 Calosso, con la Contea di Asti, entra a far parte dei territori controllati dai Savoia e con l'inizio del Seicento e della Guerra di Successione del Monferrato, viene coinvolto in una serie infinita di occupazioni da parte dei vari eserciti di passaggio. Difatti all'inizio del XVII secolo Calosso venne assediata dagli spagnoli e in seguito recuperata dai Savoia, grazie anche al capitano Catalano Alfieri che, a capo delle truppe francesi, fece cingere di enormi palizzate tutto il castello.
Fortunatamente con la pace dei Pirenei del 1659, Calosso perde la sua importanza strategica e il suo castello, da imponente fortezza cinquecentesca, si trasforma in residenza di campagna della famiglia Roero.
Il complesso fortificato venne dunque ricostruito diverse volte in seguito alle vicende belliche precedenti. A sud, oltre alla torretta abbassata a base cilindrica collegata al palazzo da un arco, si trova il cosiddetto castello vecchio, dove è ubicata la chiesa di San Martino, già menzionata nel 1203, all'interno della cinta fortificata.

### Simboli
Lo stemma e il gonfalone del comune di Calosso sono stati concessi con decreto del presidente della Repubblica del 19 luglio 1999.
Alla croce di Asti si accompagna una ruota, simbolo della famiglia Roero.

## Monumenti e luoghi d'interesse

### Il castello di Calosso
Da più di un millennio la sua sagoma imponente vigila, dalla sommità della collina che si erge tra le valli del Nizza e del Tinella, sull'abitato di Calosso. Testimonianza longeva delle vicende occorse a questo piccolo borgo, il castello ne segna la storia attraverso le epoche, ripercorribili a ritroso, sino a perdersi nell'Alto Medioevo. Perché da qui, da prima dell'anno 1000, si suole dare inizio alla sua storia, in quanto questo periodo si ritrovano le prime tracce, seppur vaghe, della sua esistenza. Tracce che, benché confuse dai numerosi interventi apportati alla sua struttura originaria in seguito ad eventi bellici e a ristrutturazioni, consentono di fissare i punti salienti dell'evoluzione dell'antico maniero. Sappiamo infatti che nel 1318 il paese di Calosso viene coinvolto nel conflitto tra i guelfi della famiglia Solaro e la fazione ghibellina dei De Castello di Asti. I guelfi distruggono l'intero castrum di Calosso.
Nel 1377, l'intero feudo di Calosso viene acquistato da un nobile banchiere astigiano, il Marchese Percivalle Roero di Cortanze.
Nel 1387 Calosso con il suo castello rientra tra i possedimenti della dote di Valentina Visconti, andata in sposa a Luigi d'Orléans.
L'11 ottobre 1592, durante una visita pastorale, sant'Alessandro Sauli, vescovo di Pavia (diocesi da cui dipendeva allora Calosso), venne "sorpreso da una grave e pericolosa malattia nel castello di quel luogo, ove don Ercole Roero avealo alloggiato" (secondo G.S. De Canis, 1816).
La morte del vescovo suscitò una tale impressione che nel 1683 la camera del castello venne convertita in pubblico oratorio e, in suo onore ed a perenne ricordo, gli abitanti di Calosso indissero nello stesso giorno la festa patronale.
Alle porte del 1600, troviamo Calosso assediato dagli spagnoli e in seguito recuperato dai Savoia, grazie anche al capitano Catalano Alfieri che, a capo delle truppe francesi, cinge di enormi palizzate tutto il castello.
Giungiamo quindi alla Pace dei Pirenei del 1659, data in cui la fortezza calossese perde la sua importanza strategica e viene trasformata dalla famiglia Roero di Cortanze, signori di Calosso, in un'elegante e signorile residenza di campagna, per assumere i connotati ancor oggi riscontrabili. In seguito a queste trasformazioni il castello perde la fisionomia originaria dell'imponente fortezza cinquecentesca che cingeva all'interno delle sue mura l'intero borgo storico, composto, tra gli altri edifici, dalla chiesa di San Martino. Resta la torretta cilindrica e l'arco d'accesso al ricetto. Attualmente di dimensioni ridotte rispetto a quello originale, la struttura è riconducibile ad una serie di corpi a forma di L, dominata dalla massiccia torre cilindrica ornata da archetti pensili e merli guelfi perfettamente intatti.
Di interesse particolare sono poi i bastioni cinquecenteschi, rimasti anch'essi inalterati, che caratterizzano il lato nord della fortezza. Le mura di questo segmento, prospiciente l'ampio parco, presenta ancora le feritoie e le aperture delle casse matte, struttura a prova di bomba, introdotte in seguito all'adozione delle artiglierie, di carattere sia offensivo - finalizzate ad ospitare bocche da fuoco – che difensivo, destinate a mettere al riparo uomini e materiali; inoltre è ancora possibile vedere una posterla, stretto e basso passaggio che attraversa le mura. L'accesso al cortile interno è presidiato da un portale tipicamente seicentesco che reca, ad ornamento della sezione superiore dello stipite, lo stemma della famiglia Roero, raffigurante tre ruote, e della famiglia Gavigliani, raffigurante due rose divise da una fascia orizzontale.
Gli attuali proprietari sono i Conti Balladore Pallieri, diretti discendenti dei Roero di Cortanze.

## Società

### Evoluzione demografica
Abitanti censiti

### Etnie e minoranze straniere
Secondo i dati ISTAT al 31 dicembre 2009 la popolazione straniera residente era di 147 persone. Le nazionalità maggiormente rappresentate in base alla loro percentuale sul totale della popolazione residente erano:
- Repubblica di Macedonia 81 6,09%
- Bulgaria 21 1,58%

### Religione

#### La parrocchia
Sulla parrocchia di San Martino vi sono scarse notizie documentali. Intitolata a San Martino, vescovo e confessore, innalzata negli ultimi decenni del '600, la chiesa si presenta con una facciata ricca di fregi nella sua parte centrale, alta e slanciata, composta da due corpi sovrapposti ripartiti con lesene e terminanti con un timpano. Verso la fine dell'Ottocento la costruzione barocca venne profondamente rimaneggiata: nel 1896, infatti, l'edificio venne ampliato sui fianchi, a scapito delle cappelle laterali. Fu evidente che allora vennero distrutti gli affreschi settecenteschi attribuiti al De Canis e al periodo giovanile del canellese Giovanni Carlo Alberti, vissuto tra il 1670 ed il 1727. Tra il 1929 e il 1930 vennero realizzati, per espressa volontà di Monsignor Bosio, le decorazioni della volta e delle pareti. Sul fianco della vela svetta il campanile di 42 metri.

## Cultura

### Eventi

#### La Fiera del Rapulé[6]
L'amministrazione comunale di Calosso organizza ogni anno la Fiera del Rapulé, che si svolge generalmente il terzo fine settimana di ottobre e prende il nome dall'operazione di raccolta dei "rapulìn", ovvero i grappoli più piccoli che restano dopo la raccolta dell'uva.
La sagra propone un percorso enogastronomico con degustazione di vini e piatti tipici tra i crotìn, le cantine scavate nel tufo che custodiscono il vino migliore.
Il borgo del paese viene per due giorni animato da musiche, mostre e manifestazioni teatrali. La Fiera del Rapulé è l'occasione ideale per visitare il Castello di Calosso, gentilmente aperto per l'occasione dai proprietari, la Chiesa barocca e il restaurato coro ligneo della Parrocchia di San Martino e le quattro antiche scalinate del centro storico.

## Economia
Le aziende agricole del paese sono assai numerose e fiorenti. La coltivazione maggiormente praticata è la vite, e gli alberi da frutta. Numerosi sono i vini DOC, tra i quali possiamo ricordare il Moscato d'Asti e la Barbera d'Asti Superiore.

## Amministrazione
Di seguito è presentata una tabella relativa alle amministrazioni che si sono succedute in questo comune.
| Periodo        | Periodo        | Primo cittadino         | Partito                                  | Carica  | Note  |
| -------------- | -------------- | ----------------------- | ---------------------------------------- | ------- | ----- |
| 10 giugno 1985 | 28 maggio 1990 | Gualtiero De Michelis   | Democrazia Cristiana                     | Sindaco | [ 7 ] |
| 28 maggio 1990 | 24 aprile 1995 | Gualtiero De Michelis   | Democrazia Cristiana                     | Sindaco | [ 7 ] |
| 24 aprile 1995 | 14 giugno 1999 | Franca Serra            | centro-destra                            | Sindaco | [ 7 ] |
| 14 giugno 1999 | 14 giugno 2004 | Franca Serra            | lista civica                             | Sindaco | [ 7 ] |
| 14 giugno 2004 | 8 giugno 2009  | Francesca Dalcielo      | lista civica                             | Sindaco | [ 7 ] |
| 8 giugno 2009  | 26 maggio 2014 | Giuseppe Ugonia         | lista civica                             | Sindaco | [ 7 ] |
| 26 maggio 2014 | 27 maggio 2019 | Giuseppe Ugonia         | lista civica Persone idee impegno        | Sindaco | [ 7 ] |
| 27 maggio 2019 | 22 maggio 2025 | Pierfrancesco Migliardi | lista civica Vivere e migliorare insieme | Sindaco | [ 7 ] |

## Galleria d'immagini

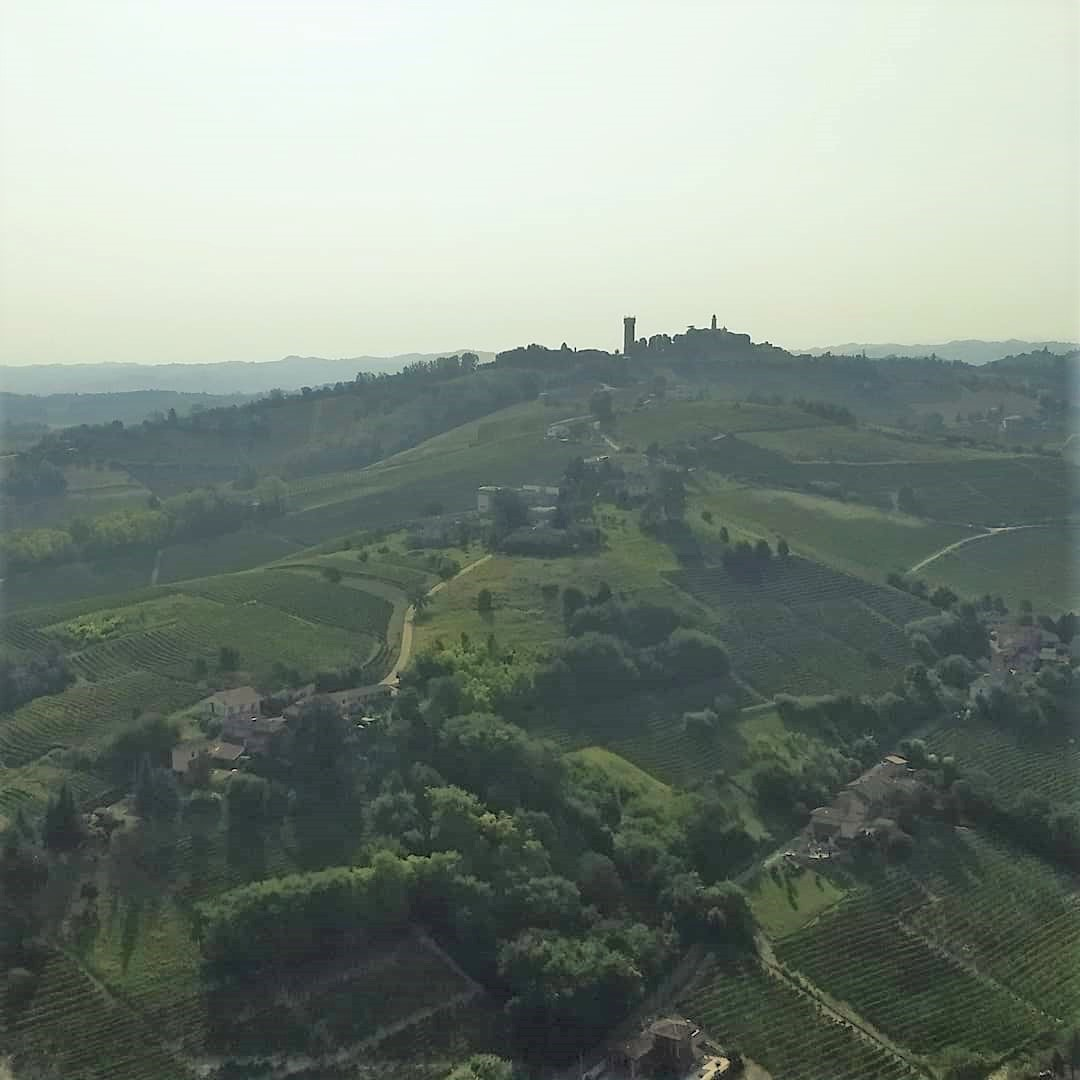
Veduta aerea del paesaggio rurale nei pressi di Calosso